# Marquesado de San Dionís
El marquesado de San Dionís es un título nobiliario español, creado el 28 de agosto de 1709 por el archiduque Carlos de Austria a favor de José de Camprodón y de San Dionís, noble del Principado de Cataluña.
El actual titular, desde 1983, es Alfonso Escrivá de Romaní y Vereterra.

## Marqueses de San Dionís
|                                                           | Titular                                                   | Periodo                                                   |
| Creación por el pretendiente Archiduque Carlos de Austria | Creación por el pretendiente Archiduque Carlos de Austria | Creación por el pretendiente Archiduque Carlos de Austria |
| --------------------------------------------------------- | --------------------------------------------------------- | --------------------------------------------------------- |
| I                                                         | José de Camprodón y de San Dionís                         | 1709-                                                     |
| Rehabilitación por Isabel II                              |                                                           |                                                           |
| II                                                        | José María Escrivá de Romaní y Dusay                      | 1857-1890                                                 |
| III                                                       | Joaquín Escrivá de Romaní y Fernández de Córdoba          | 1890-1897                                                 |
| IV                                                        | Alfonso Escrivá de Romaní y Sentmenat                     | 1897-1957                                                 |
| V                                                         | Juan Antonio Escrivá de Romaní y Orozco                   | 1957-1982                                                 |
| VI                                                        | Alfonso Escrivá de Romaní y Vereterra                     | 1983-actual titular                                       |

## Historia de los marqueses de San Dionís
- José de Camprodón y de San Dionís, I marqués de San Dionís.

- Joaquín Escrivá de Romaní y Taverner, Camprodón y González de La Cámara (1793-1850), XIII barón de Beniparrell. Se intituló "marqués de San Dionís" (no reconocido).

1. Casó con Francisca Dusay y de Fivaller (1802-1854),  II marquesa de Monistrol de Noya.

Le sucedió, en 1857, su hijo:
- José María Escrivá de Romaní y Dusay (1825-1890), II marqués de San Dionís,  III marqués de Monistrol de Noya, XIV barón de Beniparrell, Senador del Reino vitalicio, Gran Cruz y Collar de la Orden de Carlos III, miembro de la Real Maestranza de Valencia, concejal y teniente alcalde del Ayuntamiento de Barcelona.

1. Casó, en Madrid, el 20 de julio de 1857, con María Antonia Fernández de Córdoba y Bernaldo de Quirós (n.1833), XV condesa de Sastago.

Le sucedió su hijo:
- Joaquín Escrivá de Romaní y Fernández de Córdoba (1858-1897), III marqués de San Dionís,  IV marqués de Monistrol de Noya, VII marqués de Aguilar de Ebro, XV barón de Beniparrell. Diputado a Cortes, Gentil hombre de cámara, presidente del Instituto Agrícola Catalán de San Isidro.

1. Casó, en Barcelona, el 30 de junio de 1883, con María del Pilar de Sentmenat y Patiño, Osorio y Queralt (n.1860), I condesa de Alcubierre y grande de España.

Le sucedió su hijo:
- Alfonso Escrivá de Romaní y Sentmenat (1894-1978), IV marqués de San Dionís,  II conde de Alcubierre, VII conde de Glimes (I conde de Glimes de Brabante).

1. Casó con María Antonia Orozco y Rofazza.
2. Casó con María Teresa de la Vega y Rivero.

Le sucedió, por cesión inter vivos en 1957, de su primer matrimonio, su hijo:
- Juan Antonio Escrivá de Romaní y Orozco († en 1982), V marqués de San Dionís,  III conde de Alcubierre.

1. Casó con Mercedes de Vereterra y Vereterra.

Le sucedió, en 1983, su hijo:
- Alfonso Escrivá de Romaní y Vereterra (n. en 1956), VI marqués de San Dionís,  IV conde de Alcubierre.